# 寺澤大夢
寺澤 大夢（てらさわ ひろむ、1999年5月9日 - ）は、日本の男子プロバスケットボール選手である。ポジションはスモールフォワード。B.LEAGUEの仙台89ERS所属。

## 来歴
長野県出身。
東海大諏訪高校から専大に進学し、1年次よりインカレを経験。
2021年12月、仙台89ERSに特別指定選手登録。
2022年5月、仙台89ERSとプロ契約。

## 日本代表歴
- 2021 U22日本代表